# 榮譽白人
榮譽白人為南非在種族隔離時期實施的一種制度，給予非白人只有白人才能享有的大部分權益。這制度可以根據具體情況，授予個人或者一群人榮譽白人身份，其中最著名的是被稱為榮譽白人的東亞人種，主要是日本人、南韓人、台灣人及香港人，不過榮譽白人和當地白人的權利仍有區別，能否進入白人區域及使用白人的設施亦因地方政府而異。

## 日本人
從1960年代起，榮譽白人身份便適用於所有日本人（納粹德國曾稱日本人為榮譽雅利安人）。1960年代初，當東京的八幡鋼鐵公司提出在10年內購買500萬噸價值超過2.5億美元的南非生鐵時，這一制度就有助於南非和日本之間達成貿易協定。
由於貿易量龐大，總理亨德里克·弗倫施·維沃爾德認為來自日本的貿易代表團將定期訪問南非開展業務，但貿易安排卻使日本人受到與其他種族相同的限制，故此這是不明智和不利的。
其後，比勒陀利亞集團地區委員會公開宣布所有日本人都被認為是白人。約翰內斯堡市政府官員甚至決定，“鑑於貿易協議”，市政游泳池將向所有日本客人開放。
該身份賦予了日本人擁有與白人幾乎相同的權利與特權（但不具投票權，以及免於徵兵）。直到1970年代初，政界的反對黨人士和媒體一直都質疑為什麼日本人能夠被授予特權，理由是造成了種族隔離的不一致。
1987年，国际社会因为反对南非的种族隔离，与南非停止文化交流，並在经济上进行制裁，而日本则一跃成为南非最大的贸易伙伴。1988年2月5日，联合国消除种族歧视委员会对此表示了遗憾，对日本在此时仍积极与南非发展经济上的交流表达了不满。同年，联合国大会通过了制裁南非决议案，其中点名对日本进行了指责。日本人作为名誉白人造成的一些特权感也在日本国内遭到非议。1988年，有日本政治家在国会外务委员会对以下言论进行了批评：三井物产的公司内部媒体提及日本人作为名誉白人，在南非社会中也与白人越来越融洽一致，与印度人、华人、有色人、黑人等有所不同；而日本南非友好议员联盟干事石原慎太郎则说过：“南非任用黑人会降低效率，给予黑人一人一票的选举权利会使得国家走向混乱。”

## 韓國人
不同於日本，南韓因為種族隔離因素而拒絕與南非建立正式的外交關係。1961年，當兩國商討建立外交關係時，南非為南韓公民提供榮譽白人地位。1978年，南韓因不滿南非實施種族隔離而與南非斷絕外交關係，兩國間的全面外交關係直到1992年才重新建立起來。
至於北韓，由於其對南非種族隔離一貫持反對態度，再加上北韓亦支援非洲人國民大會等反種族隔離組織進行鬥爭。故此，南非從未將同属韩民族的北韓公民列入榮譽白人行列，而兩國更直到1998年才正式建交。

## 台灣人
台灣人之所以能夠加入榮譽白人行列是由於中華民國與南非之間的重要外交關係。到1979年，台灣已成為南非第五大貿易夥伴。由於南非繼續支持中國國民黨，因此即使中國共產黨控制中國大陸之後，兩國的關係也十分密切，而兩者均與國際社會隔絕。

## 香港人
儘管種族隔離政策導致南非與當時為香港宗主國的英國關係緊張，但作為英國海外領土一部分的英屬香港仍與南非保持聯繫。縱使港府因當地實施種族隔離政策而避免與南非有官方往來，但在商貿及民間方面的交流管道仍然暢通。為了吸納投資和促進貿易，南非政府授予香港人榮譽白人身份，以便香港人在當地經商及生活，而當年香港人是使用英國屬土公民護照出入境南非及申請居留簽證。

## 其他华裔
授予日本人新身份似乎對南非的小型華人社區（當時大約有7,000名華人）非常不公平，因為他們似乎不會享受到給予日本人的新福利。正如《時代雜誌》的報導，開普敦的一位華人商业領袖說：“如果有的話，我們的外表比我們的日本朋友更白。”
對於來自港台以外的華人來說，將来自其它地区的东亚人口（日本人、韓國人、台灣人及香港人）列為榮譽白人使他們在如何看待此問題一事上變得很複雜，由於當地人無法區分這些亞洲人，因此對華人的種族隔離監管會因部門和省份而異。
1984年，政府對《集團地區法》進行修訂，允許南非華人居住在政府所宣佈的白人區域，並使用該地區內的設施。南非華人需要向政府申請許可，以便進入白人區域。然而，他們必須獲得住宅区所有居民的許可，申請才可能被批准。

## 其他
以下其他種族的特殊遊客亦獲得“榮譽白人”身份，包括：
- 蓋亞那作家尤斯塔斯·里卡多·布萊斯威特（英语：E. R. Braithwaite）寫了一本措辭嚴厲的書，書名為《榮譽白人：南非之行》[17]。
- 西印度群島隊的「反叛」板球運動員[18]。（之所以被稱為「反叛隊」是因為當時的國際的一些主要板球運動組織抵制實行種族隔離制度的南非）
- 1970年紐西蘭國家橄欖球隊中的毛利人或薩摩亞人隊員[19][20]。
- 伊文·古拉貢，毛利裔澳洲女子網球運動員[21]。
- 亞瑟·阿什，非裔美國網球運動員，但他拒絕成為榮譽白人，並明確要求在南非訪問和參加比賽時被當作黑人[22]。